# Litjnaja zjizn Kuzjajeva Valentina
Litjnaja zjizn Kuzjajeva Valentina (russisk: Личная жизнь Кузяева Валентина) er en sovjetisk spillefilm fra 1967 af Ilja Averbakh og Igor Maslennikov.

## Medvirkende
- Viktor Ilitjoov som Valentin Kuzjaev
- Irina Teresjenkova
- Avgust Baltrusaitis som Vladimir
- Vladislav Bogatj
- Anatolij Jegorov